# Olle Lundqvist
Karl Olle Viktor Lundqvist (nacido en Brunflo, Jämtland, Suecia, el 21 de noviembre de 1999) es un jugador de baloncesto sueco que actualmente pertenece a la plantilla del Obradoiro CAB de Primera FEB. Con 2,01 metros de altura juega en la posición de base. Es internacional con la selección de baloncesto de Suecia sub-20. 

## Trayectoria
Lindqvist es un jugador formado en el Jämtland Basket y jugó hasta la temporada 2018-19 en la Basketligan sueca, donde promedió casi siete puntos y algo más de dos asistencias por partido con una media de 18 minutos jugados.
En marzo de 2019 se compromete con el Club Baloncesto Ciudad de Ponferrada de la liga LEB EBA hasta el final de la temporada 2018-19.
En julio de 2019, firma por el Real Canoe Natación Club Baloncesto Masculino para jugar en LEB Oro la temporada 2019-20.
El 8 de julio de 2020, firma por el Palmer Alma Mediterránea Palma de la Liga LEB Oro, durante una temporada.
El 14 de febrero de 2022, se confirma su fichaje por el Oviedo Club Baloncesto de la Liga LEB Oro.
El 15 de julio de 2022, firma por el Club Basquet Coruña de la Liga LEB Oro.
El 1 de julio de 2025, firma por el Obradoiro CAB de Primera FEB.